# Chigny-les-Roses
Chigny-les-Roses là một xã thuộc tỉnh Marne trong vùng Grand Est đông nam nước Pháp. Xã nằm ở khu vực có độ cao trung bình 151 mét trên mực nước biển.